# Palo del Colle
Palo del Colle ist eine süditalienische Gemeinde (comune) in der Metropolitanstadt Bari in Apulien.

## Geografische Lage

Lage in der Metropolitanstadt Bari

Der Ort hat 20.475 Einwohner (Stand 31. Dezember 2023). Er liegt auf einem Hügel (worauf der Name der Gemeinde hinweist), etwa 15 Kilometer südwestlich von Bari.

## Geschichte
Schon früh war das Gebiet griechisch besiedelt worden. Die strategisch günstige Lage auf einem Hügel erleichterte es, den Ort zu verteidigen.

## Verkehr
Palo del Colle liegt an der Strada Statale 96.
Der Ort hat einen Bahnhof an der Bahnstrecke Bari–Taranto, den er sich mit seinem Nachbarort, Bitetto, teilt und der deshalb die Bezeichnung Bitetto-Palo del Colle trägt.

## Gemeindepartnerschaften
Palo del Colle unterhält Partnerschaften mit: 
- Biebesheim am Rhein, Hessen, Deutschland
- Markopoulo Mesogaias, Griechenland

## Persönlichkeiten
- Vito Antuofermo (* 1953), ehemaliger Profiboxer